# Округ Рокбриџ (Вирџинија)
Рокбриџ (енгл. Rockbridge County) је округ у америчкој савезној држави Вирџинија.

## Демографија
По попису из 2010. године број становника је 22.307, што је 1.499 (7,2%) становника више него 2000. године.
| Група             | 2000.          | 2010.          |
| Белци             | 19.775 (95,0%) | 20.915 (93,8%) |
| Афроамериканци    | 617 (3,0%)     | 594 (2,7%)     |
| Азијати           | 92 (0,4%)      | 104 (0,5%)     |
| Хиспаноамериканци | 120 (0,6%)     | 296 (1,3%)     |
| Укупно            | 20.808         | 22.307         |